# Trinectes
Genre
Trinectes est un genre de poissons pleuronectiformes de la famille des Achiridae.

## Liste d'espèces
Selon ITIS:
- Trinectes fimbriatus (Günther, 1862)
- Trinectes fluviatilis (Meek et Hildebrand, 1928)
- Trinectes fonsecensis (Günther, 1862)
- Trinectes inscriptus (Gosse, 1851)
- Trinectes maculatus (Bloch et Schneider, 1801)
- Trinectes microphthalmus (Chabanaud, 1928)
- Trinectes opercularis (Nichols et Murphy, 1944)
- Trinectes paulistanus (Miranda-Ribeiro, 1915)
- Trinectes xanthurus Walker et Bollinger, 2001